# Исмаил Дарлища
Исмаил Дарлища (на албански: Ismail Darlishta; на македонска литературна норма: Исмаил Дарлишта) е юрист и политик от Северна Македония от албански произход.

## Биография
Исмаил Дарлища е роден на 4 април 1964 година в град Скопие, Социалистическа Република Македония. Завършва средно образование в родния си град. През 1989 година завършва Юридическия факултет на Прищинския университет. Между 1990 и 1995 година работи като съветник в общинския съвет на Скопие. От 1996 до 2000 година е заместник-член на Държавната изборна комисия. От 2002 до 2004 година е министър на правосъдието. В периода 20 юли 2005 и 31 декември 2006 година е член на Републиканския съдебен съвет, а от 31 юли 2008 година е конституционен съдия.